# 1613
1613 (MDCXIII) var ett normalår som började en tisdag i den gregorianska kalendern och ett normalår som började en fredag i den julianska kalendern.

## Händelser

### Januari
- 20 januari – Fred sluts mellan Sverige och Danmark i Knäred under engelskt överinseende. I freden avstår Sverige Finnmarken till Danmark och tvingas betala Älvsborgs andra lösen på 1 000 000 daler för att återfå Älvsborgs fästning samt får tullfrihet i Öresund.[1]
- Början av året – Ryssarna återtar de fästningar, som svenskarna erövrade förra året, förutom Gdov.

### Februari
- 21 februari – Michail Romanov väljs till ny rysk tsar, vilket dels gör slut på den femton år långa stora oredan, som har splittrat landet sedan 1598, dels gör att de utländska makter, som har blandat sig i det hela (inklusive Sverige) får ge upp planerna på att sätta sin kandidat på den ryska tronen. Romanovätten kommer sedan att härska i Ryssland i strax över 300 år (från 1796 genom en sidogren), fram till ryska revolutionen 1917.

### Oktober
- Oktober – Stilleståndet mellan Sverige och Polen går ut.

### Okänt datum
- En schism mellan de båda Uppsalaprofessorerna Johannes Rudbeckius och Johannes Messenius slutar med att Messenius tvingas lämna sin tjänst. Rudbeckius blir Gustav II Adolfs hovpredikant, medan Messenius blir assessor i hovrätten och vårdare av rikets arkiv.

## Födda
- 24 februari – Mattia Preti, italiensk barockmålare.
- 12 mars – André Le Nôtre, fransk trädgårdsarkitekt.
- 16 juli – Alderano Cibo, italiensk kardinal.
- 20 september – Jean-François Paul de Gondi Retz, fransk kardinal och politiker.
- 25 september – Claude Perrault, fransk arkitekt och läkare
- 13 oktober – Marion Delorme, fransk kurtisan och salongsvärdinna.
- 23 december – Carl Gustaf Wrangel, svensk greve, fältmarskalk, riksråd och generalguvernör, riksamiral 1657–1664 och riksmarsk 1664–1676.

## Avlidna
- 16 mars - Sigrid Sture, svensk häradshövding.
- 6 april – Flaminio Ponzio, italiensk arkitekt.
- 8 juni – Ludovico Cigoli, italiensk konstnär, målare.
- 15 juni – Magdalena Moons, hjältinna under de Nederländska frihetskriget.
- 29 juni – Seved Svensson Ribbing, svenskt riksråd, riksskattmästare sedan 1602.
- 10 juli – Dona Catherina av Kandy, singalesisk monark.
- 6 december – Anton Praetorius tysk präst, reformert teolog, författare och förkämpe mot häxjakt och tortyr.
- Izumo no Okuni, japansk miko (tempeltjänare) och skådespelare.

### Fotnoter
1. ↑  Det hände i dag